# Восточне (Феодосійський район)
Восто́чне (до 1945 року — Уч-Кую́, крим. Üç Quyu) — село Феодосійського району Автономної Республіки Крим. Розташоване на півдні району.

## Назва
Історична назва села — Уч-Кую (крим. Üç Quyu), що в перекладі з кримськотатарської мови означає три колодязі. Ця назва зберігалася до 1945 року. Після вивезення кримських народів з Криму село дістало іншу назву — Восточне (рос. Восточное), що в перекладі з російської мови означає східне (утім невідомо, від чого на схід розташоване село).

## Опис
Село розташоване у центрі Феодосійського району.